# Руковети
Руковети су циклус од петнаест музичких рапсодија, којима се обично придодају Приморски напјеви као шеснаеста. Компоновао их је српски композитор Стеван Стојановић Мокрањац у периоду од 1883. до 1909. Као музичку основу користио је српске народне мелодије и неке мелодије блиских суседних народа. 
Реч руковет, Стеван Мокрањац је преузео из народног говора. Тиме је дочарао визију сплета или руковети ливадског цвећа, које подсећа на прегршт народних песама. Тако су руковети постале музички појам, синоним за рапсодију уметнички обрађених и повезаних народних песама. Својом формом, руковети се инспиришу и надовезују на дело „Коло“ Јосифа Маринковића. 
При компоновању руковети, Мокрањац се водио следећим принципима: 
- Преузете народне мелодије су биле одабране по високом музичком квалитету. Мокрањац их је изабрао између близу 500 народних песама које је сакупио.
- Песме су груписане према сродности теме или краја из кога потичу
- Мокрањац се трудио да свака руковет чини стилску целину. Ту је, по узору на друге цикличне музичке форме као што су свита и соната, смењивао брзе и лагане песме, веселе и тужне. Тиме је учинио руковети разноврсним и занимљивим. У прве две руковети Мокрањац по угледу на Маринковића користи већи број песама, али у каснијим руковетима ограничава број музичких тема.
- Народне мелодије нису у основи мењане. Мокрањац је инсистирао на детаљној уметничкој обради овог материјала, на пример применом полифоније и контрапункта.
- У руковетима је наглашена психолошка веза речи и музике. Мокрањац често режира дијалог мушког и женског хора, готово на оперски начин. Најлепши такви примери су у петој и једанаестој руковети.

## Прва руковет,Из моје домовине(1883)
Ова, и једна верзија четврте руковети, су једине руковети написане за мушки хор. Остале су за мешовити. Обим материјала од девет песама чини ову руковет стилски нејединственом. Композитор покушава да оствари целовитост понављањем мелодија. Млади Мокрањац се овде угледа на старијег колегу Маринковића. 
Строфе прве песме, „Бојо ми Бојо“, понављају се после друге („Јарко сунце отскочило“). Мотиви из прве и треће песме („Што ти је Стано, мори“) појављују се при крају руковети. 
Четврта песма, „Каравиље, лане моје“ представљена је градацијама у неколико строфа. „Играли се коњи врани“ је пета мелодија, а шаљива песма „Рече Чича“ је шеста. Седма песма „Протужила пембе Ајша“ је дует тенора и баса. Осми је кратак мотив „Имала мајка, јадо“. Ефектно финале прве руковети представља песма „Имала баба једно момче“.

## Друга руковет,Из моје домовине(1884)
Тон друге руковети је романтичан и лирски. Мокрањац употребљава мањи број мелодија (пет) него у првој руковети (девет). Осећају целовитости доприноси и тонално јединство где се користи само Еф-дур и еф-мол. 
Песме три мелодије које сачињавају ову руковет су: „Осу се небо звездама“, „Смиљ Смиљана“ и „Јесам ли ти, Јелане“. За њима следи баритонски соло „Маро Ресавкињо“. Руковет се завршава духовитом песмом „У Будиму граду“.

## Трећа руковет,Из моје домовине(1888)
Трећа руковет је садржи девет песама и по томе је налик на прву. Међутим, Мокрањац у трећој тешње преплиће песме и остварује бољи утисак целине. 
Прва мелодија „Заспала девојка“ је дијалог мушког и женског хора. Друга („Урани бела“) и трећа песма („Лепо ти је јавор уродио“) дате су само као фрагменти. Наредне две мелодије се међусобно преплићу у облику сличном ронду. То су баритонска „Текла вода Текелија“ односно алтовска „Разболе се Гривна мамина“. Песме „Аој Нено“ и „Овако се кућа тече“ представљају стилску целину, иако су међу њих убачени мотиви севдалинке „Чимбирчице“ и шаљиве теме „Ала имаш очи“. Динамично коло на крају руковети се изненада прекида стихом „Нико не зна како ми је“. 

## Четврта руковет,Мирјана(1890)
Ово музичко дело нема форму руковети јер се састоји из само једне мелодије, „Мирјано“. Мелодија припада категорији оријентализованог градског фолклора, односно севдалинкама. Постоје две верзије ове руковети; у Е-дуру за соло бас и мешовити хор и у Бе-дуру за соло тенора и мушки хор. У обе верзије постоји пратња клавира и кастањета.

## Пета руковет,Из моје домовине(1892—1893)
Пета руковет садржи највише песама, чак десет. У односу на прве четири, пета руковет је искорак у музичком квалитету. Упркос разноврсности грађе, Мокрањац је успео да одржи целовитост овог музичког дела.
После живе почетне песме „Шта то миче“, следи полагана „А што си се Јано“, да би после репризе прве дошло до лирског разговора сопрана и тенора у песми „Коња седлаш“. Мелодија „Повела је Јела“ одликује се градацијама оствареним променом хорске фактуре, што се после кратке музичке епизоде „Мој се драги на пут спрема“, понавља у песми „Леле Стано, мори“. Ова последња се кроз шест строфа развија од тихог почетка до драмске кулминације гласова шестогласног хора. Седма песма, „Ој за гором“, одликује се пасторалним карактером. Наредне две песме, „Ој, девојко“ и „Вишњичица род родила“, су испреплетене. Мелодија богато украшена мотивима, „Ајде, мори, момчето“, представља ефектан завршетак пете руковети.

## Шеста руковет,Хајдук Вељко(1892)
У време док још није завршио пету руковет, Мокрањац је компоновао шесту. За тему ове руковети узео је легенду о јунаку свога родног краја Неготинске крајине. Повод за компоновање овог дела било је откривање споменика Хајдук Вељку у Неготину 13. јула 1892. Том приликом је ова руковет доживела своју премијеру. 
Прва песма „Књигу пише Мула паша“ је тенорска деоница, повремено праћена одговором хора. Као контраст херојском сегменту следи лагана лирска љубавна мелодија „Расло ми је багрем дрво“. За њом иду две краће песме-епизоде: „Хајдук Вељко по ордији шеће“ и „Кад Београд Срби узимаше“. Руковет се завршава упечатљивим и мелодичним хорским финалом „Болан ми лежи Кара Мустафа“.

## Седма руковет,Песме из Старе Србије и Македоније(1894)
Већ у другој руковети је очигледно да Мокрањац тежи да постигне стилско јединство композиција, а то од седме руковети постаје правило. Прве две брзе песме „Море, извор вода извирала“ и „Ајде, ко ти купи куланчето“, следи тенорска мелодија праћена мушким хором „Што ли ми је“. Четврта и пета песма су поново брзе. То су скерцо „Посеја дедо“ и коло „Варај Данке“ чија музика подсећа на звук гајди.

## Осма руковет,Песме са Косова(1896)
Мелографски материјал за ову руковет Мокрањац је прикупио приликом посете Приштини 1896. Полетна и ритмична прва песма „Џанум на сред село“ је у контрасту са лаганом и тужном другом, „Што Морава мутна тече“. Попут скерца у сонaтном циклусу делује трећа песма „Разграна се грана јоргована“. Последња песма је разиграна тема „Скоч’ коло“.

## Девета руковет,Песме из Црне Горе(1896)
Црногорске мелодије су представљале изазов за обраду услед скучености свог мелодијског опсега. Мокрањац је ове напеве обрадио користећи несвакидашња хармонска решења. То је најочигледније у завршној песми „У Ивана господара“, где су музичке фразе несиметрично грађене и завршавају се дисонантним акордом. Три прве песме ове руковети су „Пољем се нија“, „Роса плете русе косе“ и „Лов ловили грађани“.

## Десета руковет,Песме са Охрида(1901)
Мокрањац је компоновао десету руковет у време пуне уметничке снаге и зрелости. Ово дело представља врхунац његове делатности на пољу световне музике и постало је савршен образац уметничке стилизације народних музичких тема. 
У десетој руковети су се сложили сви пожељни елементи: одличне мелодијске теме, јасна форма од 3 брза и наизменично два лагана става, као и мајсторско примењена хармонска решења. Пример за нова хармонска решења можемо да чујемо у мелодији „Биљана платно белеше“ која је уметничка парафраза народне песме. Мокрањац ову песму оживљава осцилирајући између Бе-дура и ге-мола, и комбинацијом женских гласова и тенора. Друга песма, „До три ми пушке пукнале“, дочарава тужна осећања, да би трећа („Динка двори мете“) опет била живахна. Четврта песма „Пушчи ме“ одликује се класичном једноставношћу и сматра се за један од најуспелијих Мокрањчевих лаганих ставова. Завршна песма „Никнало цвекје шарено“ је мелодична и испуњена веселим акордима.

## Једанаеста руковет,Песме из Старе Србије(1905)
Својом формом (Allegro-Adagio-Scherzo-Finale) ова руковет подсећа на осму руковет. Осећају јединства доприноси то што су прва и последња песма у Еф-дуру. Руковет почиње веселом песмом „Писаше ме, Стано мори“, где се смењују дијалошке фразе мушког и женског хора. Наредна мелодија, „Црна горо“, веома је сетног карактера. Трећа песма „Ој, Ленко, Ленко“ истиче се ритмичношћу у петчетвртинском такту. После кратког понављања претходне музичке теме, руковет се завршава блиставим колом „Калугере, црна душо“.

## Дванаеста руковет,Песме са Косова(1906)
Дванаеста руковет је лирска по свом карактеру. Најлепши став је четврта песма, „Цвекје цафнало“, која се истиче лепотом мелодије и хармонизације. Њој претходе песме: „Дека си била“, „Аман, шетнала си“ и „Да л’ немам, џанум“. Финале дванаесте руковети је живахна песма „Седи мома на пенџеру“.

## Тринаеста руковет,Из моје домовине(1907)
Мокрањац је тринаесту руковет написао у две сасвим различите верзије. Варијанте су различите по тоналитету и детаљима обраде. Сплет песама сачињавају два наизменична лагана и два брза става. Руковет почиње тужном песмом „Девојка јунаку прстен повраћала“, а наставља се ведром „Ој, убава мала момо“. Трећа песма „Славуј пиле“ стоји у контрасту са завршном духовитом темом „Крце, крце, нова кола“. 

## Четрнаеста руковет,Песме из Босне(1908)
Песме из Босне у четрнаестој руковети се одликују ширином мелодијске скале. То се најбоље илуструје у првој („Кара мајка Алију“) и четвртој песми („Штоно ми се Травник замаглио“). Друга песма је меланхолична „Свака птица у шумици“, да би трећа била полетна мелодија „Девојка виче“. Завршна песма, „Узрасто је зелен бор“, карактеристична је по контрасту између лаганог увода и живахне разраде. 

## Петнаеста руковет,Песме из Македоније(1909)
Музички материјал употребљен у петнаестој руковети је веома мелодичан. Сама руковет се одликује префињеном изражајношћу. Прва песма „Марије, бела Марије“ је елегична, док су наредне две, „Обасјала месечина“ и „Бог да га убије, мамо“, веома ритмичне. Следи тенорски соло „Прошета, мајко, девет години“ у оријенталном маниру. Руковет закључује грациозна песма „Сејала Динка босиљак“.

## Приморски напјеви (1893)
Приморски напјеви се по форми потпуно уклапају међу остале руковети. Ове песме је још раније прикупио и обрадио Славољуб Лжичар. То су осам ведрих и звонких медитеранских дурских мелодија. 
Приморске напјеве сачињавају песме: „Возила се шајка, мала“, „Збогом, нехарна душо“, „Попухнул је тихи вјетар“, „Ај зелена, зелена“, „Ој, Јелена, водо ти ледена“, „Зибала Јане“, „Врбниче над морем“ и завршна „Мајка Мару преко мора звала“.